# 지방도 제887호선
지방도 제887호선은 전라남도 화순군 백아면 원리사거리와 담양군 무정면 서흥리를 잇는 전라남도의 지방도이다.
1983년에는 노선명이 '이천 ~ 담양선'이었으며 2003년 3월 27일 노선명이 '북면 ~ 담양선'으로 변경되었다.
담양군 무정면 서흥리 북단 도계에서 지방도 제729호선과 직결된다. 2008년 11월 14일에 담양군 가사문학면 가암리와 경상리를 잇는 유둔재터널이 개통되었다.

## 연혁
- 1983년 7월 8일 : 도로 확포장공사를 위해 담양군 남면 연천리 ~ 고서면 성월리 8.169km 구간 도로구역 변경[2]
- 1985년 12월 23일 : 기점을 '화순군 북면 원리', 종점을 '담양군 남면 구산리'로 명시하고 도로개량이 완료된 담양군 담양읍 대추리 330m 구간과 담양군 고서면 성월리 ~ 무정면 영천리 8.409km 구간 도로예정지 해제[3]
- 1986년 3월 18일 : 도로 확포장공사를 위해 담양군 남면 연천리 ~ 화순군 북면 옥리 13.3km 구간 도로구역 변경[4]
- 1986년 12월 8일 : 도로 확포장공사를 위해 기존 담양군 남면 연천리 ~ 북면 옥리 13.3km 구간을 담양군 남면 연천리 ~ 북면 서유리 15.518km 구간으로 도로구역 변경[5]
- 1987년 1월 22일 : 담양군 남면 구산리 ~ 고서면 봉운리 14.1km 구간 도로예정지 해제[6]
- 1987년 7월 27일 : 1988년 3월까지 담양 ~ 봉산간 도로(담양군 담양읍 천변리 ~ 봉산면 대추리) 3.2km 구간 확포장공사 계획을 공고[7][8]
- 1987년 8월 18일 : 1987년 12월까지 화순온천 진입로(화순군 북면 서유리 ~ 맹리) 공사를 위해 1.14km 구간 도로구역 변경[9]
- 1988년 1월 4일 : 1987년 12월까지 도로 확포장 공사를 위해 담양군 남면 지곡리 466m 구간 도로구역 결정[10]
- 1988년 1월 23일 : 화순온천 진입도로 공사를 위해 화순군 북면 서유리 280m 구간 도로구역 결정[11]
- 1988년 2월 10일 : 1988년 8월까지 담양군 고서면 원강리 ~ 보촌리 2.8km 구간 확포장공사 계획을 공고[12]
- 1988년 9월 27일 : 1988년 12월까지 도로 확포장 공사를 위해 담양군 봉산면 제중리 ~ 연등리 2.14km 구간 도로구역 결정[13]
- 1989년 1월 6일 : 구례군 간전면 간문리 ~ 수평리 1.0km 구간과 구례군 간전면 효곡리 540m 구간, 광양군 광양읍 용강리 ~ 봉강면 조령리 16.167km 구간 구간 도로예정지 해제[14]
- 1989년 5월 13일 : 1989년 12월까지 담양군 봉산면 연등리 ~ 대추리 1.29km 구간 확포장공사 계획을 공고[15]
- 1990년 1월 13일 : 담양군 담양읍 천변리 ~ 남면 구산리 20.67km 구간 도로예정지 해제[16]
- 1993년 1월 6일 : 1993년 4월까지 굴곡도로 개량공사를 위해 담양군 담양읍 천변리 60m 구간 도로구역 변경[17]
- 1995년 12월 8일 : 기존 지방도 노선을 폐지하고 새로 지정. 이때 종점을 기존 담양군 남면 구산리에서 '담양군 담양읍 천변리'로 변경함.[18]
- 1997년 8월 20일 : 1999년 4월까지 남면지구(담양군 남면 지곡리) 개량공사를 위해 399m 구간 도로구역 변경[19]
- 1998년 7월 20일 : 1999년 9월까지 연천교(담양군 남면 연천리) 가설공사를 위해 280m 구간 도로구역 변경[20]
- 2000년 2월 11일 : 2006년 1월까지 남면 터널(담양군 남면 경상리 ~ 가암리) 개설공사를 위해 2.24km 구간 도로구역 변경[21]
- 2003년 3월 27일 : 기존 지방도 노선을 폐지하고 새로 지정. 이 때 노선명을 '이천 ~ 담양선'에서 '북면 ~ 담양선'으로 변경함.[22]
- 2006년 1월 5일 : 정곡터널(구 남면터널) 공사기간을 2010년 12월까지 연기[23]
- 2013년 6월 5일 : 2015년까지 주산교(담양군 고서면 주산리 ~ 동운리) 개축공사를 위해 500m 구간 도로구역 변경[24]
- 2014년 10월 30일 : 2015년 이후 고서 ~ 광주댐간 도로(담양군 고서면 성월리 ~ 남면 학선리) 확포장공사를 위해 4.3km 구간 도로구역 변경[25]
- 2015년 1월 22일 : 2016년 이후 무정 ~ 순창간 도로(담양군 무정면 평지리 ~ 서흥리) 확포장공사를 위해 5.2km 구간을 4.922km로 도로구역 변경[26]

## 주요 경유지
- 화순군
  - 백아면 원리삼거리 - 원리3교 - 남치리 - 남치교 - 북면맹리 교차로 - 맹리교 - 서유리 - 아산초등학교 서유분교 (폐교) - 화순공룡발자국 화석지 - 금호화순리조트 - 옥리 - 임곡리 - 북면임곡리 교차로

- 담양군
  - 가사문학면 구산리 - 구산교 - 남면구산리 교차로 - 인암리 - 남면인암리 교차로 - 남면초등학교 인암분교 (폐교) - 가암리 - 가암 교차로 - 유둔재터널 - 경상리 - 경상교 - 정곡리 - 정곡교 - 연천교 - 연천리 - 가사문학면사무소 - 남면초등학교 - 전라남도 교육연수원 - 소쇄원 - 지곡리 - 남면지곡리 교차로 - 한국가사문학관 - 식영정 - 학선리
  - 고서면 분향리 - 증암교 - 성월리 - 고서 교차로 - 고서면사무소 - 주산교 - 주산리 - 원강 교차로 - 유산 교차로 - 유산교
  - 봉산면 유산교 - 연동 교차로 - 연동리 - 봉산치안센터 - 봉산신학리 교차로 - 제월리 - 면양정 - 대추교 - 대추리
  - 담양읍 강쟁리 - 천변사거리 - 천변리 - 담양교 동단 - 중파사거리 - 담양공용버스터미널 - 동운삼거리 - 담양읍삼거리 - 백동사거리 - 담양경찰서 - 백동리 - 오계리
  - 무정면 오룡리 - 농공단지앞 교차로 - 무정면사무소 - 봉안리 - 봉안교 - 동산리 - 안평입구 - 평지리 - 평지교 - 정석리 - 무정동초등학교 (폐교) - 정석저수지 - 서흥리 - (지방도 제729호선과 직결)

## 중복 구간
- 담양군 가사문학면 남면인암리 교차로 ~ 가암 교차로 : 지방도 제897호선과 중복
- 담양군 고서면 원강 교차로 ~ 봉산면 연동 교차로 : 국도 제29호선, 국가지원지방도 제55호선과 중복
- 담양군 담양읍 담양교 동단 ~ 무정면 평지리 : 국도 제13호선과 중복
- 담양군 담양읍 담양교 동단 ~ 무정면 평지리 : 국가지원지방도 제15호선과 중복
- 담양군 담양읍 중파사거리 ~ 무정면 평지리 : 국도 제15호선과 중복
- 담양군 담양읍 중파사거리 ~ 백동사거리 : 국도 제29호선과 중복
- 담양군 담양읍 담양읍삼거리 ~ 백동사거리 : 국도 제24호선과 중복

## 도로명
- 화순군 백아면 원리사거리 ~ 담양군 가사문학면 남면구산리 교차로 : 백아로
- 담양군 가사문학면 남면구산리 교차로 ~ 고서면 원강 교차로 : 가사문학로
- 담양군 고서면 원강 교차로 ~ 봉산면 연동 교차로 : 죽향대로
- 담양군 봉산면 연동 교차로 ~ 담양읍 천변사거리 : 면양정로
- 담양군 담양읍 천변사거리 ~ 담양교 동단 : 천변5길
- 담양군 담양읍 담양교 동단 ~ 중파사거리 : 추성로
- 담양군 담양읍 중파사거리 ~ 담양읍삼거리 : 중앙로
- 담양군 담양읍 담양읍삼거리 ~ 무정면 평지리 : 무정로
- 담양군 무정면 평지리 ~ 정석리 : 평지정석길
- 담양군 무정면 정석리 ~ 서흥리 : 정석길